# Бартлетт, Шон
Шон Бартлетт (англ. Shaun Bartlett; род. 31 октября 1972, Кейптаун) — южноафриканский футболист, нападающий. Мощный, решительный, результативный нападающий.

## Клубная карьера
Бартлетт начал свою карьеру в 1992 году в клубе из его родного города, «Кейптаун Сперз». В 1996 году перешёл в клуб из МЛС «Колорадо Рэпидз». В середине 1997 года был продан в «МетроСтарз». Уже в следующем сезоне Шон вернулся на родину. Позже, в 1998 году он был отправлен в аренду в «Цюрих», а затем выкуплен. В 2000 году был отправлен в аренду в английский «Чарльтон Атлетик» и тоже был выкуплен в сумму 2 миллиона фунтов стерлингов. Гол  Бартлетта в матче против «Лестер Сити» был признан лучшим в Премьер-лиге в сезоне 2000/01. В «Чарльтоне» Шон сыграл до 2006 года, сыграв 123 матча и забив 24 гола. С 2006 по лето 2008 года выступал за «Кайзер Чифс». После чего решил закончить карьеру. Но после нескольких обсуждений он вернулся в футбол на один сезон (2008/09) в «Блумфонтейн Селтик».

## Карьера за сборную
Дебют за сборную ЮАР состоялся 26 апреля 1995 года в матче против сборной Лесото. Всего за сборную Шон провёл 74 матча и забил 28 голов (2-й показатель после Бенни Маккарти. Участник чемпионата мира 1998 года, Кубка африканских наций 1996 и Кубка африканских наций 2000.

### Голы за сборную
| #  | Дата            | Место             | Соперник          | Счёт | Результат | Турнир                   |
| -- | --------------- | ----------------- | ----------------- | ---- | --------- | ------------------------ |
| 1  | 24 ноября 1995  | Ммабатхо, ЮАР     | Египет            | 2:0  | 2:0       | Кубок Четырёх Наций      |
| 2  | 26 ноября 1995  | Йоханнесбург, ЮАР | Зимбабве          | 1:0  | 2:0       | Кубок Четырёх Наций      |
| 3  | 26 ноября 1995  | Йоханнесбург, ЮАР | Зимбабве          | 2:0  | 2:0       | Кубок Четырёх Наций      |
| 4  | 31 января 1996  | Йоханнесбург, ЮАР | Гана              | 2:0  | 3:0       | КАН 1996                 |
| 5  | 15 июня 1996    | Йоханнесбург, ЮАР | Малави            | 1:0  | 3:0       | Квалификация на ЧМ 1998  |
| 6  | 15 июня 1996    | Йоханнесбург, ЮАР | Малави            | 3:0  | 3:0       | Квалификация на ЧМ 1998  |
| 7  | 11 октября 1997 | Ланс, Франция     | Франция           | 1:0  | 1:2       | Товарищеский матч        |
| 8  | 20 мая 1998     | Йоханнесбург, ЮАР | Замбия            | 1:1  | 1:1       | Товарищеский матч        |
| 9  | 24 июня 1998    | Бордо, Франция    | Саудовская Аравия | 1:0  | 2:2       | Чемпионат мира 1998      |
| 10 | 24 июня 1998    | Бордо, Франция    | Саудовская Аравия | 2:2  | 2:2       | Чемпионат мира 1998      |
| 11 | 3 октября 1998  | Йоханнесбург, ЮАР | Ангола            | 1:0  | 1:0       | Квалификация на КАН 2000 |
| 12 | 1999-02-27      | Мабопане, ЮАР     | Габон             | 3:1  | 4:1       | Квалификация на КАН 2000 |
| 13 | 23 января 2000  | Кумаси, Гана      | Габон             | 2:1  | 3:1       | КАН 2000                 |
| 14 | 23 января 2000  | Кумаси, Гана      | Габон             | 3:1  | 3:1       | КАН 2000                 |
| 15 | 27 января 2000  | Кумаси, Гана      | ДР Конго          | 1:0  | 1:0       | КАН 2000                 |
| 16 | 2 февраля 2000  | Кумаси, Гана      | Алжир             | 1:0  | 1:1       | КАН 2000                 |
| 17 | 12 февраля 2000 | Аккра, Гана       | Тунис             | 1:0  | 2:2       | КАН 2000                 |
| 18 | 8 апреля 2000   | Масеру, Лесото    | Лесото            | 1:0  | 2:0       | Квалификация на ЧМ 2002  |
| 19 | 23 апреля 2000  | Блумфонтейн, ЮАР  | Лесото            | 1:0  | 160       | Квалификация на ЧМ 2002  |
| 20 | 16 декабря 2000 | Йоханнесбург, ЮАР | Ливан             | 1:0  | 2:1       | Квалификация на КАН 2002 |
| 21 | 27 января 2001  | Рустенбург, ЮАР   | Буркина-Фасо      | 1:0  | 1:0       | Квалификация на ЧМ 2002  |
| 22 | 5 мая 2001      | Йоханнесбург, ЮАР | Зимбабве          | 1:0  | 2:1       | Квалификация на ЧМ 2002  |
| 23 | 10 ноября 2001  | Йоханнесбург, ЮАР | Египет            | 1:0  | 1:0       | Турнир Нельсона Манделы  |
| 24 | 19 ноября 2002  | Йоханнесбург, ЮАР | Сенегал           | 1:0  | 1:1       | Турнир Нельсона Манделыe |
| 25 | 22 июня 2003    | Полокване, ЮАР    | Кот-д’Ивуар       | 1:0  | 2:1       | Квалификация на КАН 2004 |
| 26 | 3 июля 2004     | Йоханнесбург, ЮАР | Буркина-Фасо      | 2:0  | 2:0       | Квалификация на ЧМ 2006  |
| 27 | 17 ноября 2004  | Йоханнесбург, ЮАР | Нигер             | 1:0  | 2:1       | Турнир Нельсона Манделы  |
| 28 | 7 сентября 2005 | Бремен, Германия  | Германия          | 1:1  | 2:4       | Товарищеский матч        |

## Достижения
«Аякс» (Кейптаун)
- Чемпион ЮАР: 1995
- Обладатель Кубка ЮАР: 1995

 «Цюрих» 
- Обладатель Кубка Швейцарии: 2000

 «Кайзер Чифс» 
- Обладатель Кубка Восьми: 2008

### Сборная
- Обладатель Кубка африканских наций 1996